# كيوتاكا فوروشيما
كيوتاكا فوروشيما (باليابانية: 古島清孝) مواليد 19 أبريل 1979، هو مؤدي أصوات ياباني.

## الأعمال

### مسلسلات أنمي تلفزيونية
- باكوجان
- بلاك كات
- بليتش
- جينتاما
- إينازوما إليفن
- كوكب ملك الوحوش
- ماريا ساما غا ميترو
- لحن الحورية
- البدلة المتنقلة كاندام 00
- بوكيمون
- تو لاف-رو

## وصلات خارجية
- كيوتاكا فوروشيما على موقع ANN person (الإنجليزية)